# Zagora (Croacia)
Zagora, a veces denominada Zagora Dálmata ("Dalmatinska Zagora"), es una región del interior de la región histórica de Dalmacia. El topónimo Zagora significa "detrás de las colinas", lo que hace referencia al hecho de ser la parte de Dalmacia no costera.
Zagora, en sentido estricto, se extiende desde las tierras del interior al este de Šibenik, donde limita con la Herzegovina, con el municipio de Livanjski kraj.
El terreno de Zagora es bastante accidentado: en la región que bordea con la línea de costa, es mayormente llano pero seco. En el interior, existen mayor cantidad de pastos, debido a la mayor altitud y a un clima más continental. La meseta está cuarteada por los cañones de los ríos Krka, Čikola, Cetina entre otros.
Existe un parque nacional ubicado en Zagora, el Parque Nacional de Krka.
La región ha disminuido su demagrafía en las últimas centurias, la mayoría de pueblos y pequeñas ciudades se encuentran diseminadas por toda Zagora, como por ejemplo Aržano. 
Las ciudades más importantes son: Drniš, Sinj, Vrgorac , Trilj e Imotski.
- Datos: Q1158060